# Мария-Анна Испанска
Мария-Анна Хабсбург-Испанска, известна и като Мария-Анна Австрийска (* 18 август 1606; † 13 май 1646), е испанска инфанта, ерцхерцогиня на Австрия, кралица на Унгария и императрица на Свещената Римска империя, първа съпруга на император Фердинанд III.

## Произход и ранни години
Мария-Анна е родена в Ескориал, Испания. Тя е най-малката дъщеря на испанския крал Филип III и Маргарита Австрийска. Сестра е на френската кралица Анна Австрийска и на испанския крал Филип IV.
През 1620 г. английският крал Джеймс I избира инфанта Мария-Анна за съпруга на сина си, бъдещия крал Чарлз I. Чарлз дори посещава Мадрид, за да се срещне с младата инфанта. В английската история проведените преговори за сключването на този брак са известни като „Испански мач“. Те са неуспешни, тъй като инфантата категорично отказва да се омъжи за протестант, а Чарлз не се съгласява да приеме католицизма. В крайна сметка Чарлз се жени за френската принцеса Хенриета-Мария Бурбон-Френска.

## Императрица
На 20 февруари 1631 г. Мария-Анна е омъжена за първия си братовчед, бъдещия Фердинанд III, тогава крал на Унгария. На 15 февруари 1637 г. Фердинанд III е обявен за император на Свещената Римска империя, а Мария-Анна – за негова императрица.
По време на Тридесетгодишната война семейството на Мария-Анна се премества от Виена в Линц. Там бременната с последното си дете императрица е отровена. Налага се детето, което Мария-Анна носи, да бъде изродено с цезарово сечение, но то умира малко след това.

## Деца
Мария-Анна и Фердинанд III имат шест деца:
- Фердинанд IV Хабсбург – крал на Унгария
- Мариана Австрийска – кралица на Испания
- Филип Август – ерцхерцог на Австрия
- Максимилиан – ерцхерцог на Австрия
- Леополд I – император на Свещената Римска империя
- Мария Австрийска

- Портрети на някои от децата на Мария-Ана
- Фердинанд IV
- Мариана Австрийска,
худ.Диего Веласкес
Музей на историята на изкуството, Виена
- Леополд I
 худ. Бенджамин фон Блок 
Музей на историята на изкуството